# Halil (río)

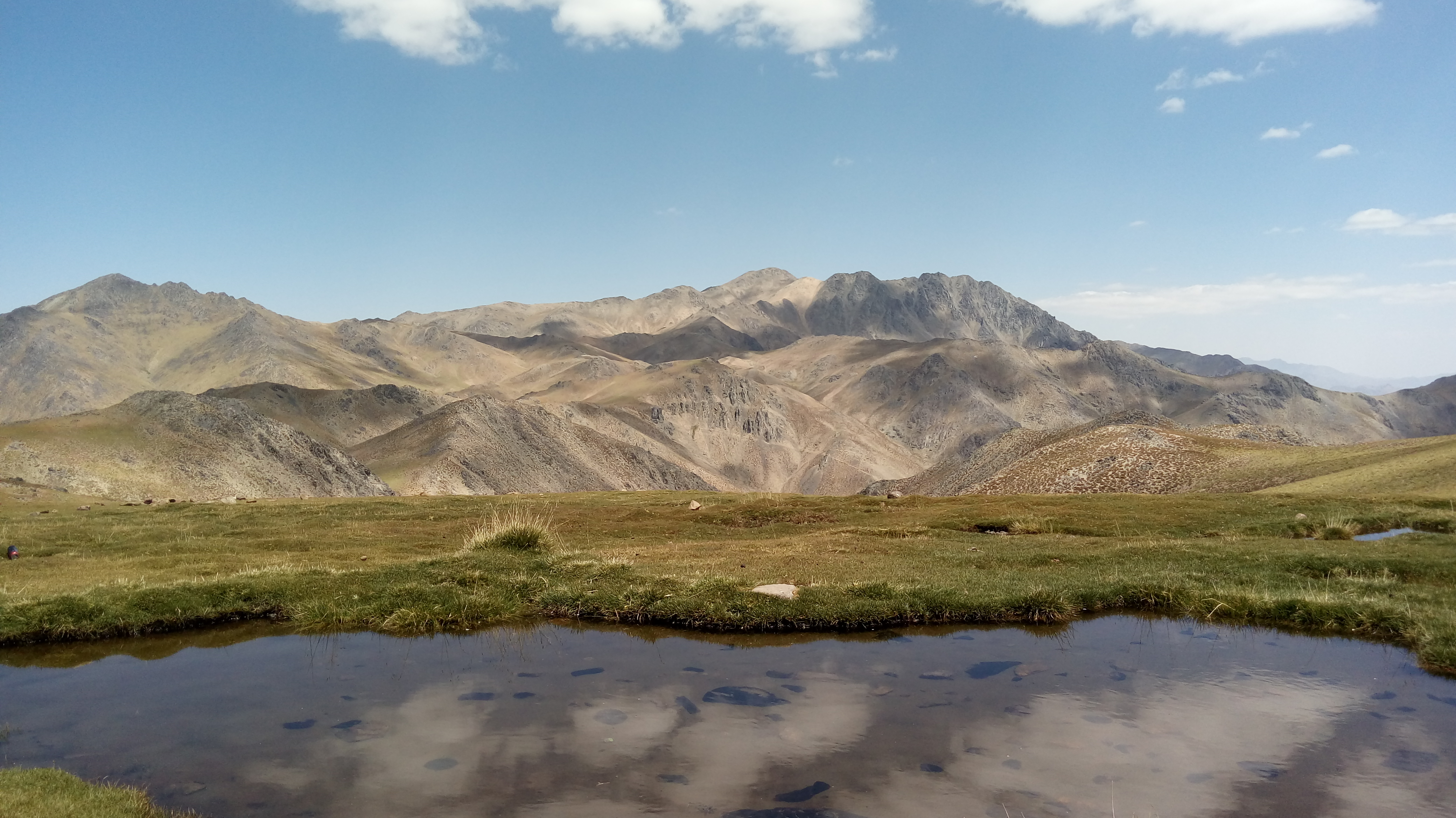
Manantial de agua mineral Jochar a una altitud de 4.000 m en la montaña Shah, nacimiento del río Halil.

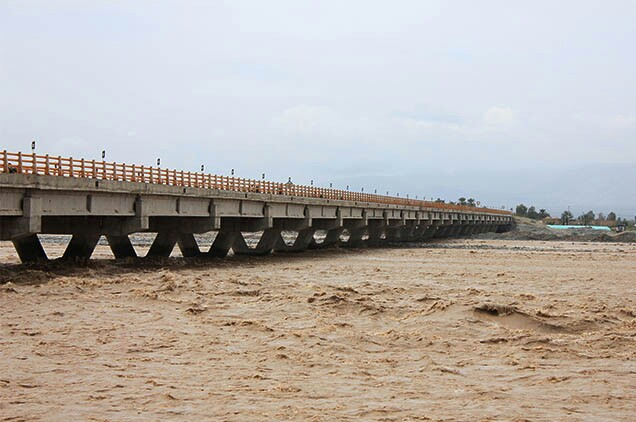
Río Halil pasando por Jiroft.

El Halil, Halil Rud, Halil Roud o Haliri (pero también conocido como el Jarau, Kharaw o ZarDasht en sus tramos superiores) es un río que alcanza alrededor de 390km  atravesando los distritos de Baft, Jiroft y Kahnuj de la provincia de Kermán, en el sudeste de Irán, con un gradiente promedio de 0.8%.

## Geografía
Nace a unos 4.000 m de altura en las montañas Kuh-e Shah, a unos cien kilómetros al noroeste de la ciudad de Jiroft. Fluye generalmente hacia el sureste uniéndose a los ríos Zardasht y Rabor, y luego hacia el sur, a lo largo de las estribaciones de las montañas Bahr Asman y después hacia el sureste hasta la presa de Jiroft, que tiene 130 m de altura, en su confluencia con el Narab. Pasa a unos 15 km al este de Kahnuj y termina en la depresión de Hamun-e Jaz Murian, en el corazón de Baluchistán.
El clima del valle del Halil Rud (Rud o Rood, significa "río" en persa) es extremadamente caluroso en verano y templado en invierno. Es uno de los lugares más calurosos de Irán e incluso del mundo. Rompió el récord de calor de entre 49 °C y 57 °C en septiembre y agosto de 1933. 
Con una precipitación anual del Halil Rud de 260 mm y un caudal medio anual de 215 m³, es el río más importante de la provincia de Kermán, haciendo posible la prosperidad agrícola de la fértil llanura de Jiroft.
Este valle ha sido particularmente famoso desde el descubrimiento de la civilización de Jiroft de la Edad del Bronce en el año 2000.
Después de haber irrigado la zona de Jiroft, el río se pierde en las extensiones desérticas del sureste de Irán. Las riberas del río Halil están sujetas a inundaciones periódicas, incluida la histórica inundación que destruyó Jiroft en c. 1000 y alguna más, incluida la de 1993.

## Hallazgos recientes
No lejos del río se encuentra la ciudad de Jiroft. Esta zona se hizo famosa entre 2002-2003 cuando se dio a conocer al público la noticia sobre miles de elementos funerarios confiscados, especialmente vasijas de clorita talladas, encontrados en las necrópolis del Halil.
Desde febrero de 2003, los arqueólogos, dirigidos en un principio por Yousef Majidzadeh han recuperado una gran cantidad de artefactos de la necrópolis a la que llamaron Mahtoutabad. También se excavaron los dos montículos cercanos: Konar Sandal Sur y Norte. Un artículo de investigación de 2013 sobre el montículo sur afirma que el trabajo realizado entre 2006 y 2009 'reveló los restos de tres asentamientos sucesivos que datan del IV milenio a. C.'
La excavación se reinició en 2014 y reveló obras de arte de 'gran complejidad y belleza' y artefactos que demostraron que la sociedad tenía varios sistemas de escritura. Según National Geographic, el contenido de los montículos es significativo: Contenían los restos de dos importantes complejos arquitectónicos. El montículo norte incluía un edificio de culto, y en el del sur se encontraban los restos de una ciudadela fortificada. Al pie de los montículos, enterrados bajo muchos metros de sedimento, estaban los restos de edificios más pequeños. Se cree que los dos montículos formaron parte de un asentamiento urbano unificado que se extendía por muchos kilómetros a través de la meseta. Los artefactos encontrados han sido fechados entre 2500 y 2200 a. C., lo que evidencia el desarrollo de una compleja civilización.